# سريان بثبوت درجة الحرارة
السريان بثبوت درجة الحرارة (بالإنجليزية: Isothermal flow)‏ هو سريان الموائع القابلة للانضغاط بحيث يظل السريان عند درجة حرارة ثابتة في أنبوب السريان. فالحرارة المتسربة خلال حوائط الأنبوب تعوّض من خلال الحرارة الناتجة من الاحتكاك. على الرغم من أن درجة الحرارة تظل ثابتة، يكون هناك تغير في درجة حرارة الركود نتيجة تغير السرعة. الجزء المثير في هذا الجانب هو أن السريان يختنق عند  {\displaystyle 1/{\sqrt {k}}} وبالنظر لحالة فعلية هامة لسريان الغاز خلال أنبوب طويل، فإن النموذج يمكن تطبيقه في المواقف التي تحدث في المسافات الطويلة نسبيا وحيث يحدث انتقال سريع للحرارة لذلك يمكن معاملة درجة الحرارة كأنها ثابتة.